# Kasper Andersen (skuespiller)
 Der er flere personer med dette navn, se Kasper Andersen.
Kasper Tuxen Andersen (født 23. april 1977 i København) er en dansk filmfotograf og skuespiller. Han afsluttede sin uddannelse som fotograf fra Den Danske Filmskole i 2003.

## Filmografi
- Møv og Funder (1991)
- Roser og persille (1993)
- Operation Cobra (1995)
- Cirkus (2004)

### Tv-serier
- Edderkoppen (2000)